# Dieter Giesen (Rechtswissenschaftler)

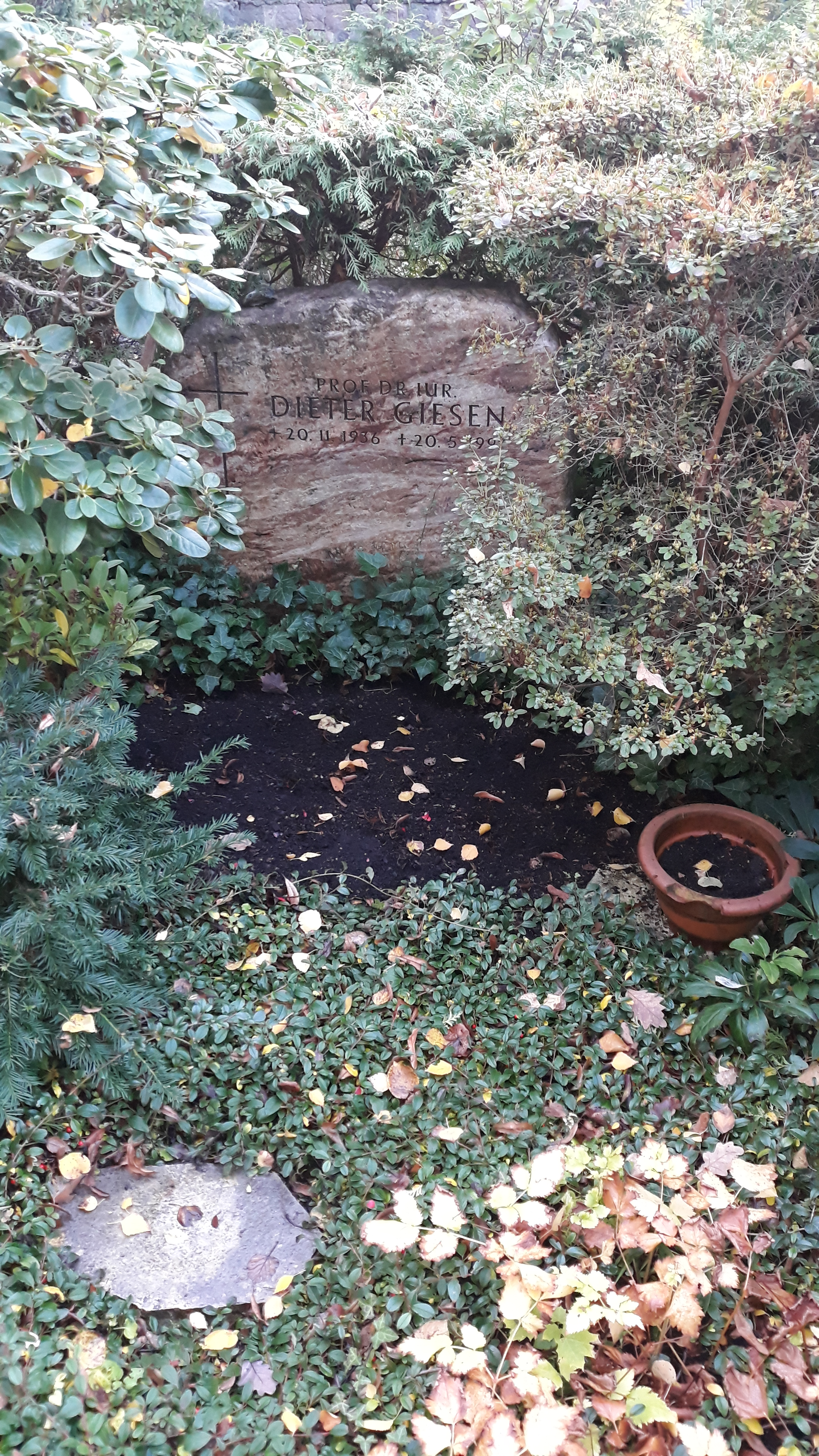
Grab von Dieter Giesen auf dem Friedhof Dahlem in Berlin

Dieter Giesen (* 20. November 1936 in Dessau; † 20. Mai 1997 in Berlin) war ein deutscher Rechtswissenschaftler.

## Leben
Dieter Giesen studierte von 1956 bis 1960 Rechtswissenschaften in Bonn und Freiburg im Breisgau. Nach der Promotion 1962 in Bonn bei Hans Welzel und der Habilitation in Bochum 1970 bei Paul Mikat wurde er 1973 ordentlicher Professor für Bürgerliches Recht und Rechtsvergleichung an der Freien Universität Berlin. Von 1974 bis 1976 war er Prodekan und 1993/1994 Dekan des dortigen Fachbereichs Rechtswissenschaften. Ab 1987 leitete er den Arbeitsbereich Deutsches und Internationales Arzthaftungsrecht.
Giesen war Ratsmitglied der International Society on Family Law (Internationale Gesellschaft für Familienrecht), sowie deren Vizepräsident (1975–1977) und Präsident (1977–1979). Er gehörte von 1974 bis 1980 der Enquete-Kommission „Frau und Gesellschaft“ des Deutschen Bundestages an. Ab 1976 war er Visiting Fellow am Pembroke College in Oxford. Er war Mitglied der Vereinigung für Verfassungsgeschichte.
Dieter Giesen heiratete 1966 die promovierte Medizinerin Angelika, geb. Cottmann, und war Vater von vier Kindern. Die Familie Giesen wohnte im Berliner Stadtbezirk Dahlem.

## Schriften (Auswahl)
- International medical malpractice law. A comparative law study of civil liability arising from medical care. Mohr Siebeck, Tübingen 1988, ISBN 3-16-645322-9.
- BGB Allgemeiner Teil. Rechtsgeschäftslehre. De Gruyter, Berlin 1995, ISBN 3-11-014459-X.
- Arzthaftungsrecht. Die zivilrechtliche Haftung aus medizinischer Behandlung in der Bundesrepublik Deutschland, in Österreich und der Schweiz. Mohr Siebeck, Tübingen 1995, ISBN 3-16-146467-2.
- Familienrecht. Mohr Siebeck, Tübingen 1997, ISBN 3-16-146723-X.